# Croix et calvaires de Verseilles-le-Bas
La commune française de Verseilles-le-Bas (Haute-Marne) possède de nombreuses croix et calvaires anciens.

## Généralités
Planter une croix est un acte de dévotion. S’arrêter devant une croix, c’était prier et gagner des indulgences. Souvent on précise les prières demandées. À cette dévotion peut s’ajouter la commémoration d’un événement familial important, le plus souvent tragique. La commune de Verseilles-le-Bas  possède quatre croix rurales, implantées en bordure des chemins, à un carrefour et une croix dans le cimetière. Ces croix ont été érigées par des particuliers, probablement sur leur propre terrain. 

## Croix de Verseilles-le-Bas

### Croix  de Québelnot, 1809

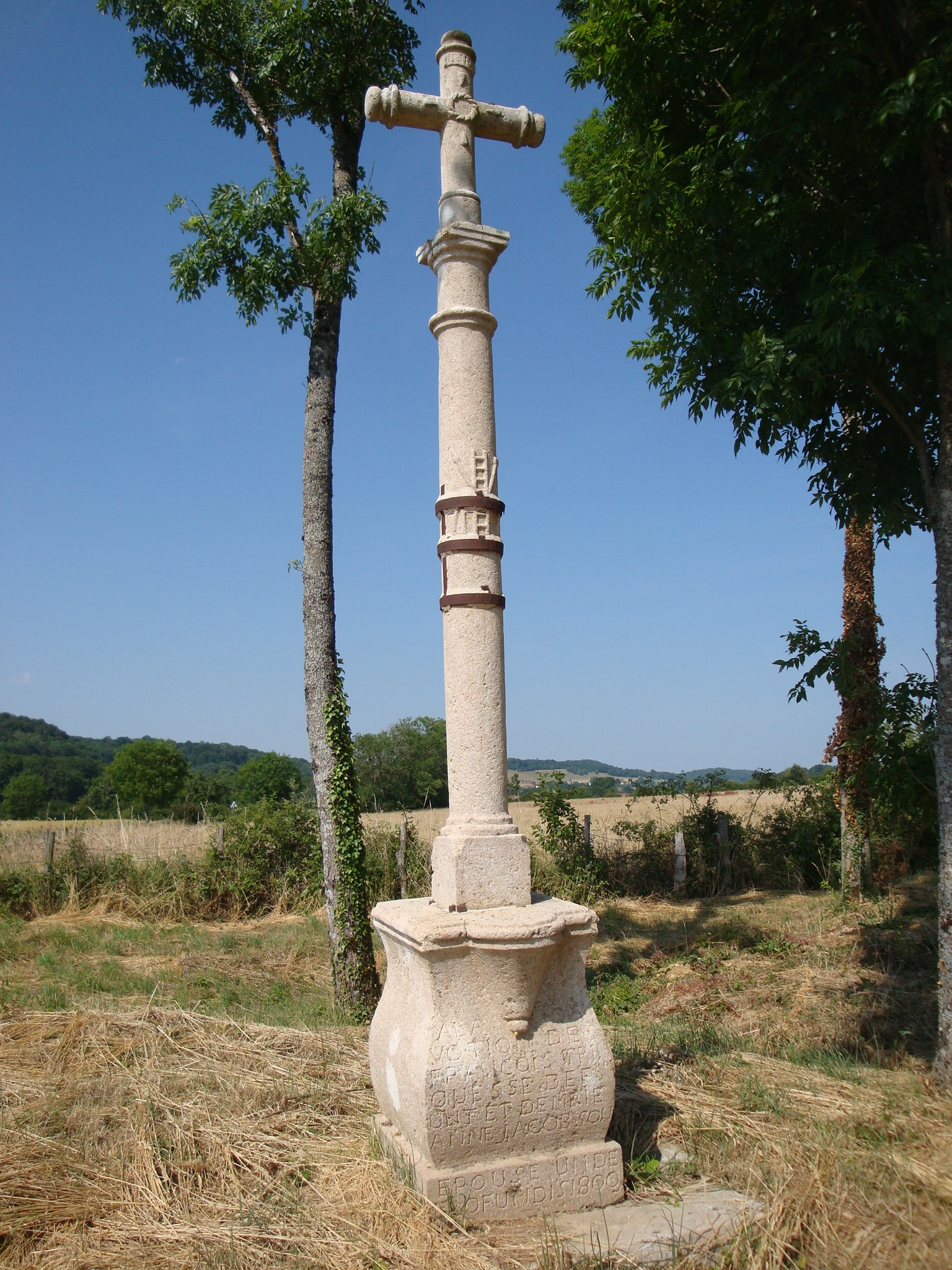
Croix de Québelnot

Appelée aussi « Croix du Chemin de Québelnot », cette croix en calcaire a été édifiée en 1809.

#### Architecture
La Croix  de Québelnot se divise en quatre parties :
- Le piédestal, reposant sur un socle carré, comporte quatre faces galbées avec une table d'offrande, sur l'une desquelles est gravée l'inscription suivante :
A LA DEVOTION DE FRANCOIS TRINQUESSE DEFUNT ET DE MARIE ANNE JACOB SON EPOUSE UN DE PROFUNDIS 1809
- Le fût, renforcé par des cerclages, est orné de l'échelle, du marteau, des tenailles et de deux clous.
- Le chapiteau est d'un dorique de bonne proportion.
- La croix : Il s'agit d'une croix latine simple, formée par deux bras perpendiculaires, vertical et horizontal, de section ronde terminé par un culot renflé vers un bouton saillant au centre, élevée sur un petit socle. Elle comporte les quatre clous et la couronne d'épines sur une face et une étoile sur l'autre face.

#### Situation
Elle est située en bas de la voie romaine qui descend du plateau de Langres, en limite de finage avec Baissey, au lieu-dit « Chemin de Québelnot » (ou Combelnot).

« Il existe entre le territoire de Verseilles-le-Bas et celui de Baissey un fragment d'ancienne chaussée qui passe dans ces pays par une voie romaine et qui porte le nom de Pierraillet. La combe où se trouve cette voie s'appelle Druit. Les anciens de la paroisse l'appelaient assez communément chemin de Paris. Cette chaussée commence à l'endroit où le chemin de Villegusien à Prangey traverse la route de Dijon , passe à Vesvres, coupe le chemin de Verseilles-le-Bas à Baissey et se dirige vers Perrogney. »

— François-Benjamin Compagnot (curé des Verseilles de 1843 à 1861)

#### Historique
François Trinquesse, cultivateur, dédicataire de l'inscription sur la croix, est mort le 24 septembre 1808, à 31 ans. Sa veuve, Marie-Anne Jacob, avec quatre enfants, se remariera le 30 novembre 1809 avec François Moliard.
Cette croix est donc à la fois, une croix de dévotion, une croix de limite, une croix de carrefour et une croix de chemin. Est-elle sur l'emplacement d'un sanctuaire routier gallo-romain ?[réf. nécessaire]

#### Galerie photos

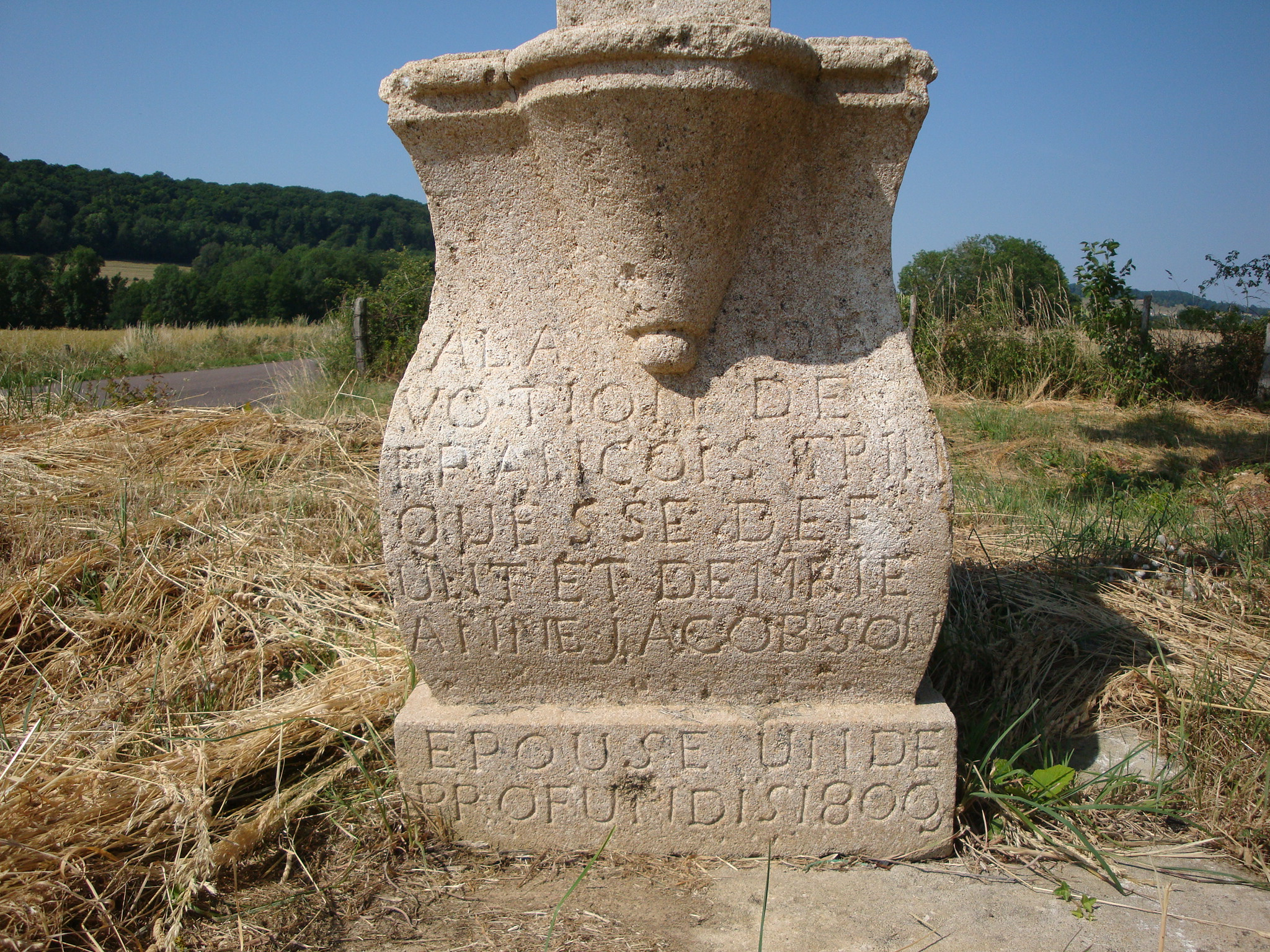
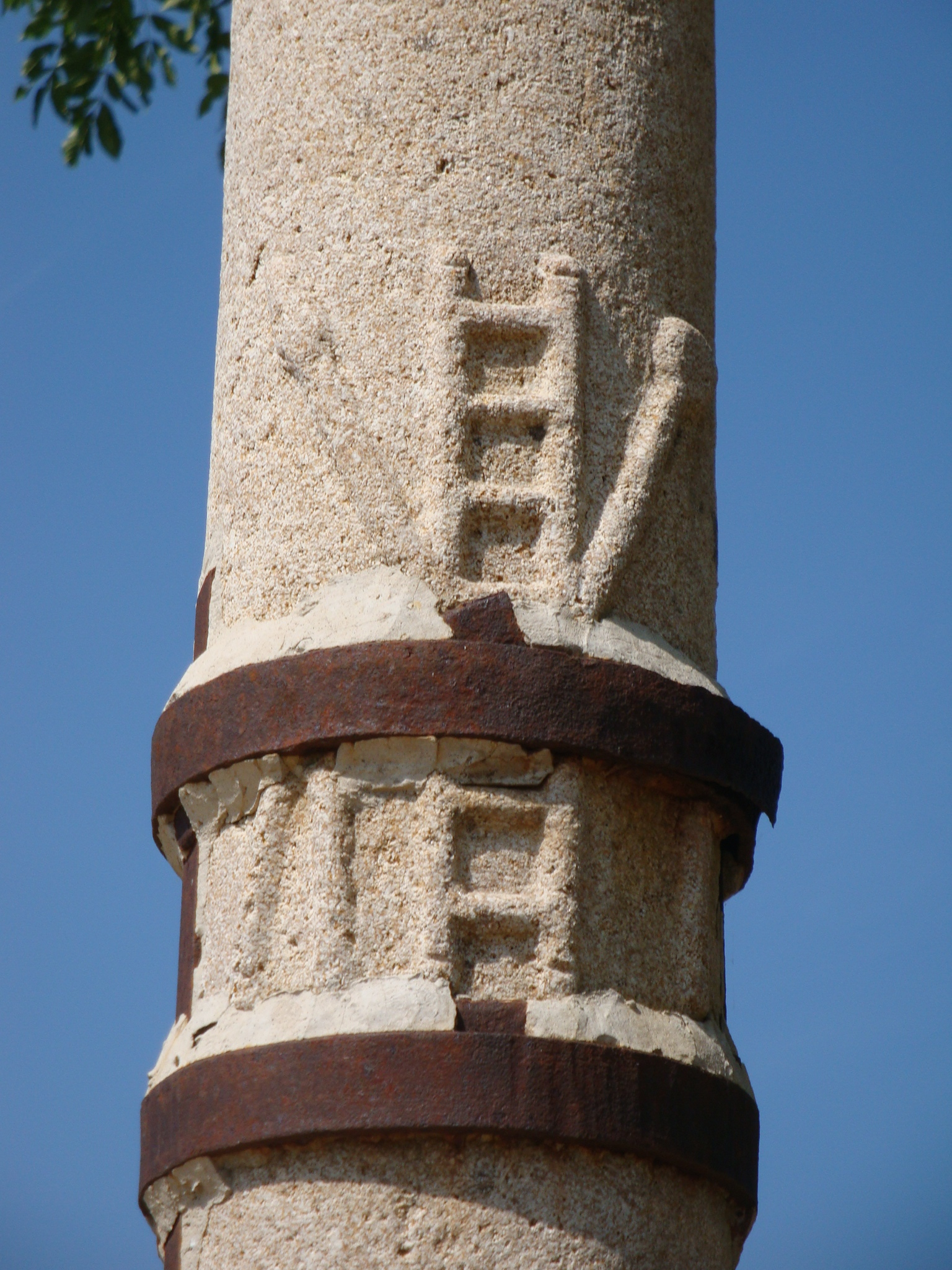
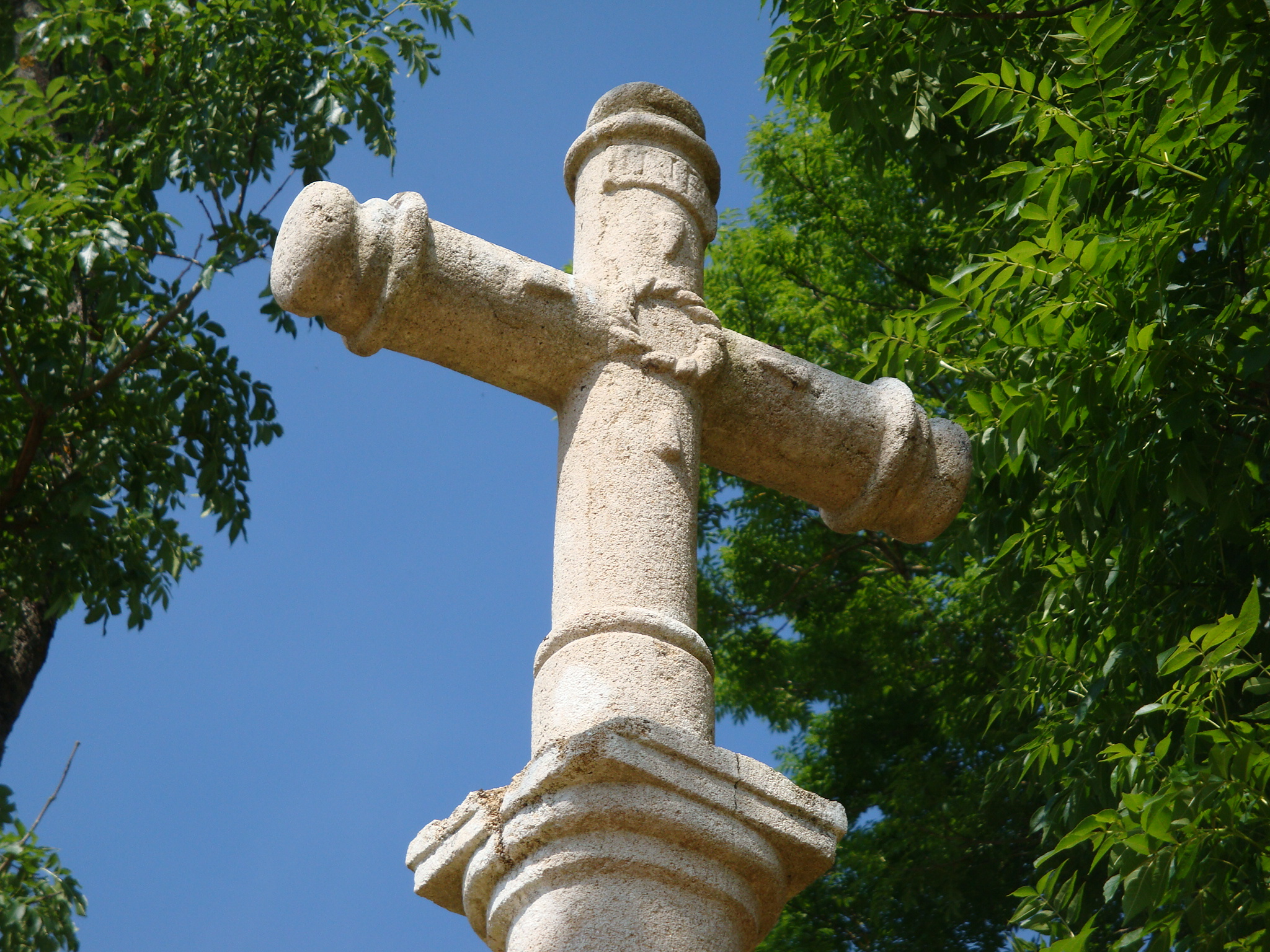
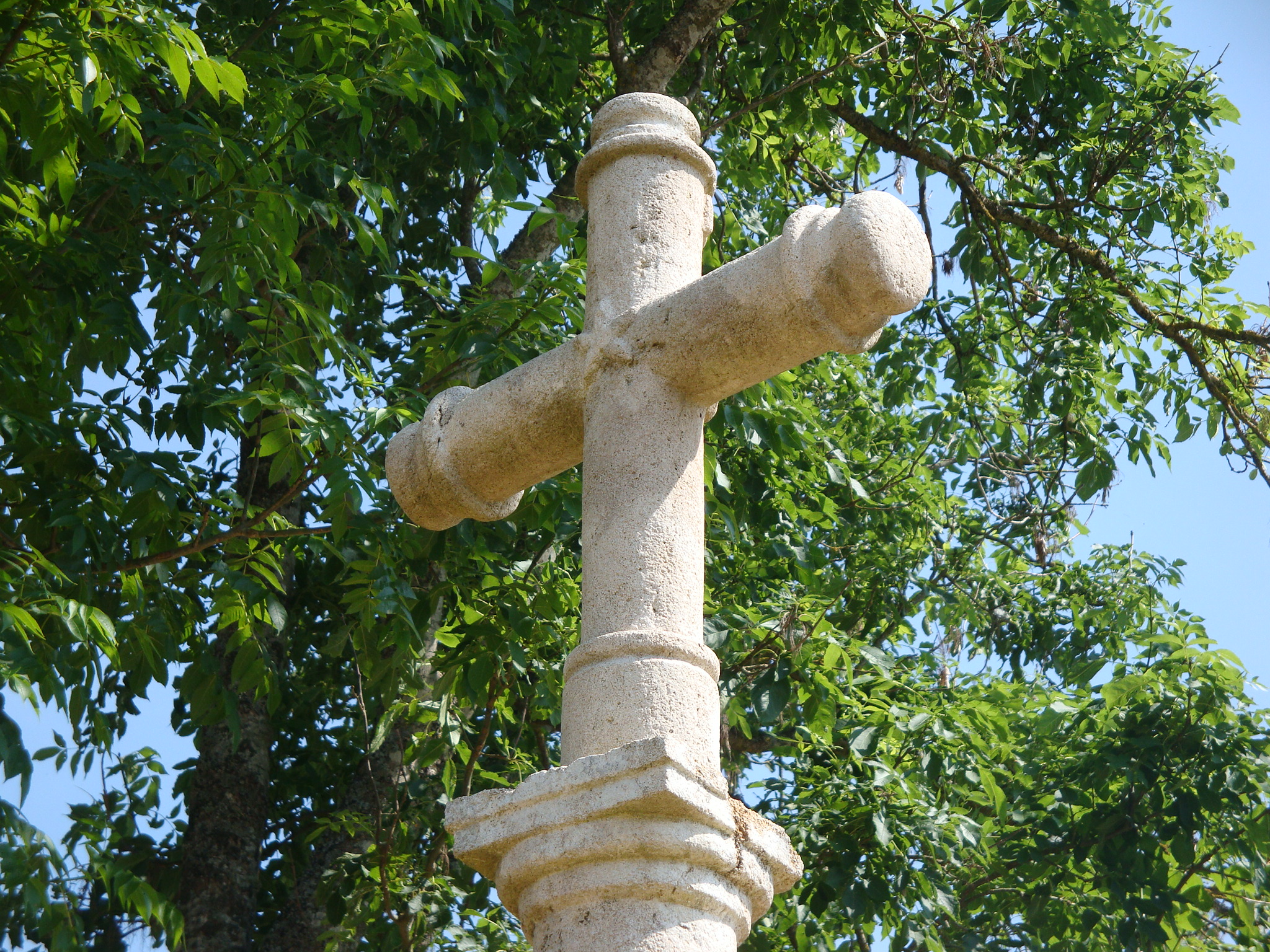

### Croix de Baissey

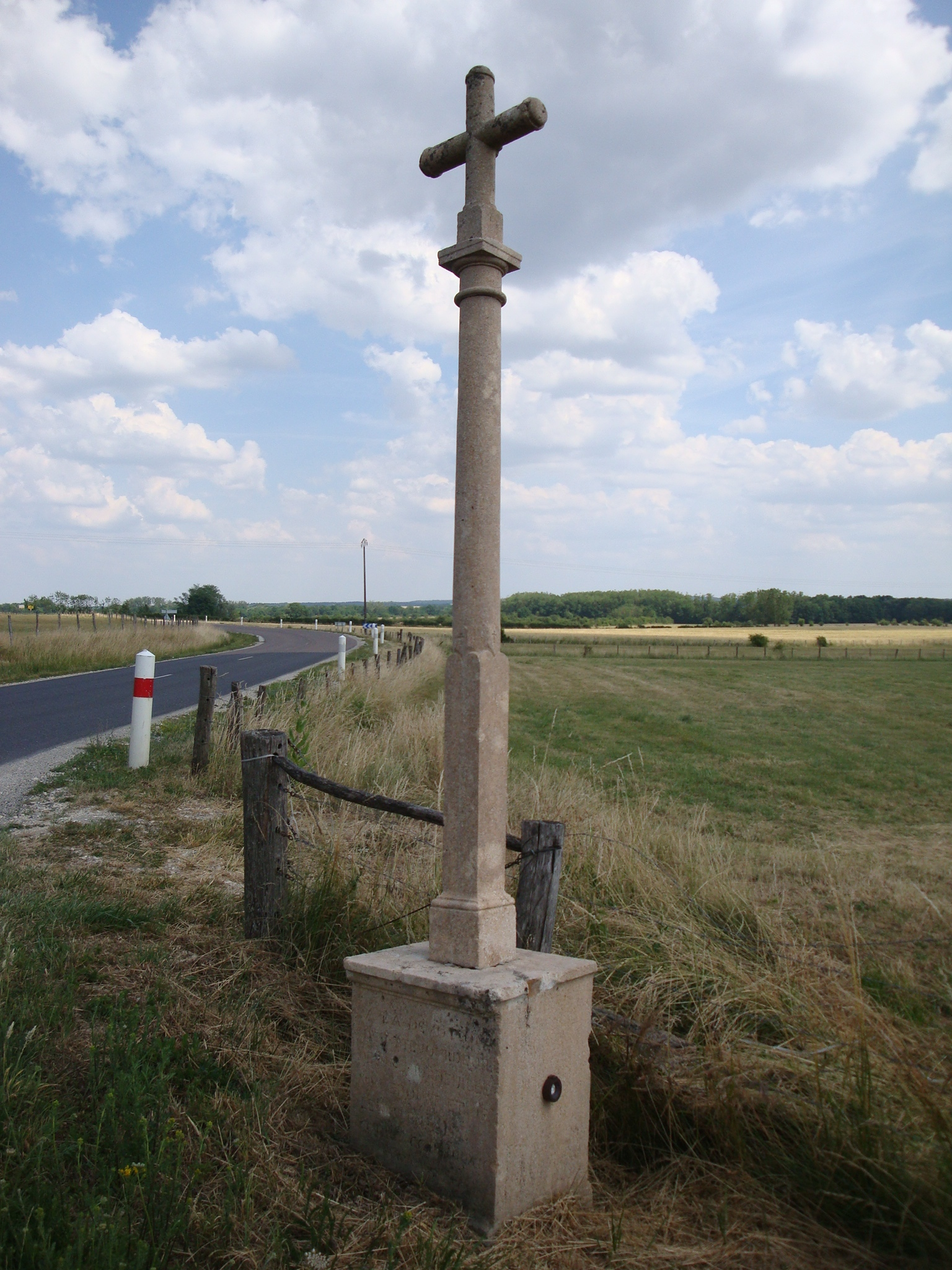
Croix de Baissey

#### Architecture
La Croix de Baissey se divise en quatre parties :
- Le piédestal, reposant sur un socle carré, comporte quatre faces carrées, sur l'une desquelles est gravée l'inscription suivante :
A LA DEVOTION DE J.BTE JOURDHEUIL ET DE J.NE JOURDEUILLE SON EPOUSE ET DE LEURS ENFANTS...[illisible]...AMEN
Une autre face porte un repère du réseau du nivellement général de la France (point coté 318).
- Le fût, cubique, puis biseauté pour passer à une section ronde, portant quatre croix à ce niveau.
- Le chapiteau est d'un dorique de bonne proportion.
- La croix : Il s'agit d'une croix latine simple, formée par deux bras perpendiculaires, vertical et horizontal, de section ronde terminé par un culot renflé, élevée sur un petit socle. Elle comporte une couronne sur une face.

#### Situation
La croix est située au carrefour de la route départementale no 6 de Longeau à Bar-sur-Aube et du chemin départemental n° 141 du Pailly à Vaillant.

Penchant dangereusement, la croix a été déplacée de quelques mètres et installée sur un nouveau socle le 10 juin 2017.
En 1838, ce carrefour était celui du chemin de Verseilles-le-bas à Longeau et du chemin de Baissey.

#### Historique
Jean-Baptiste Jourdheuil, née à Cohons en 1770, vigneron à Percey-le-Pautel, s'est marié avec Jeanne Jourdheuil de Verseilles-le-Bas en 1795. Ils sont tous deux, avec leurs enfants, dédicataires de l'inscription.

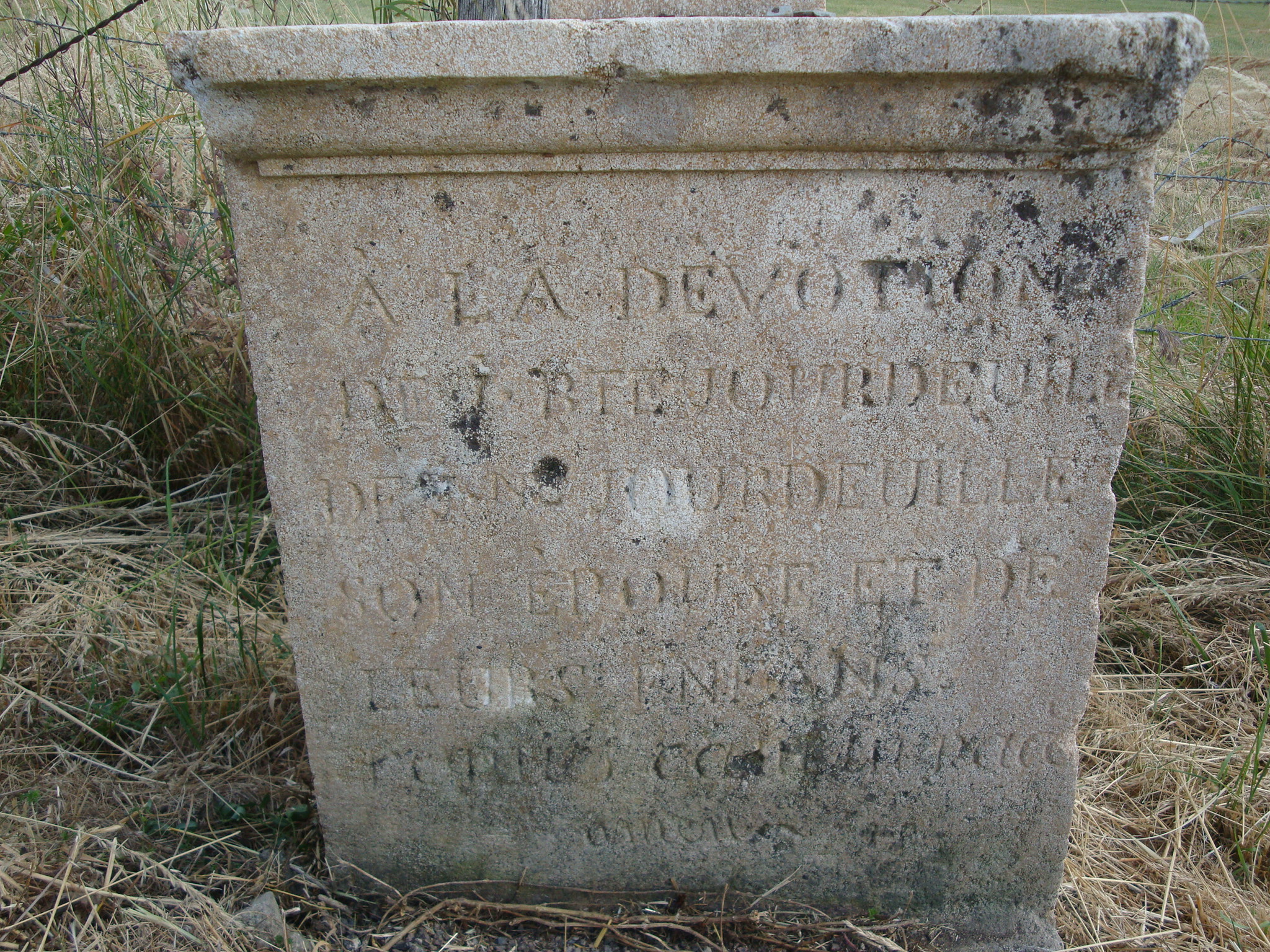
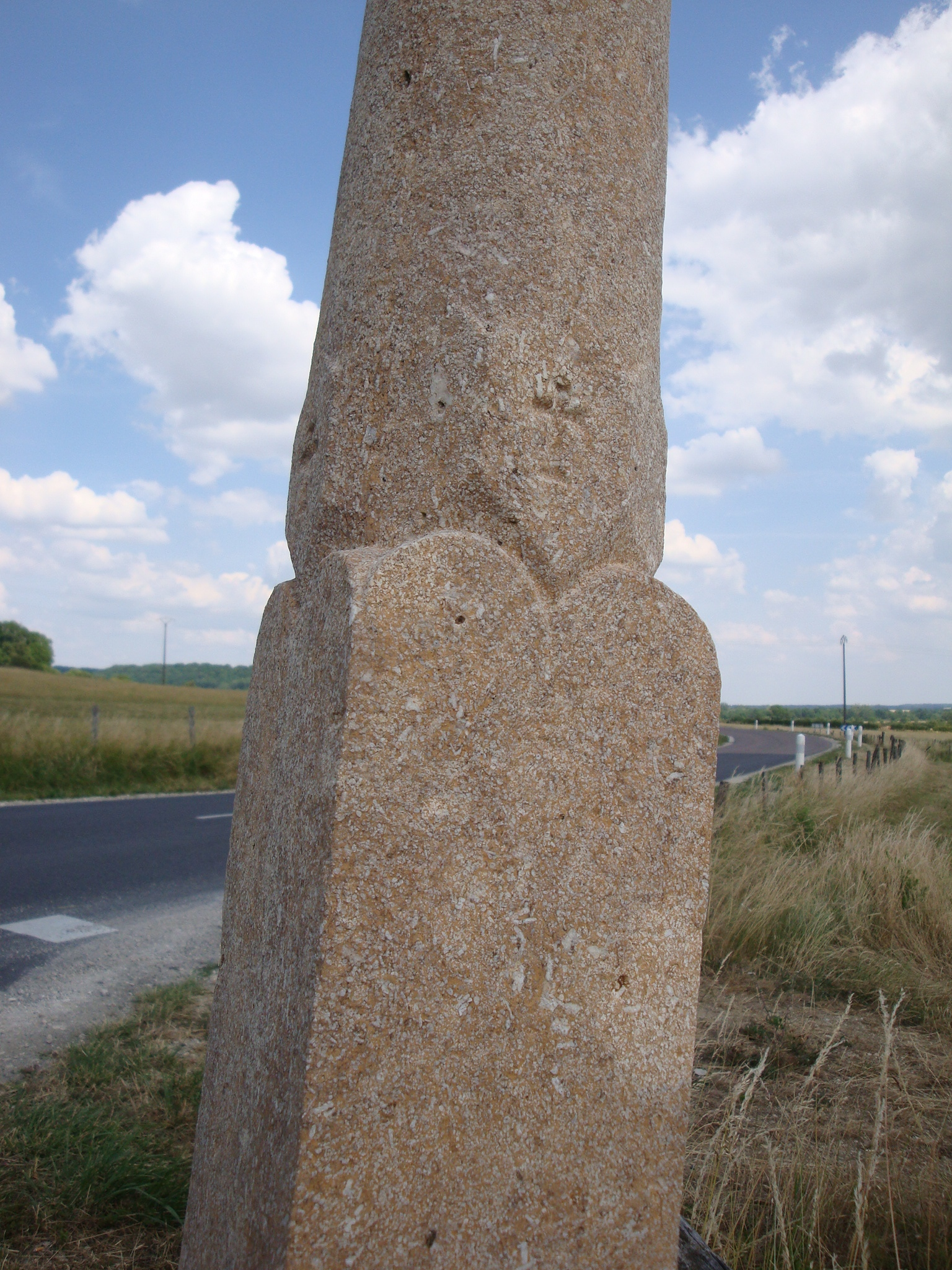
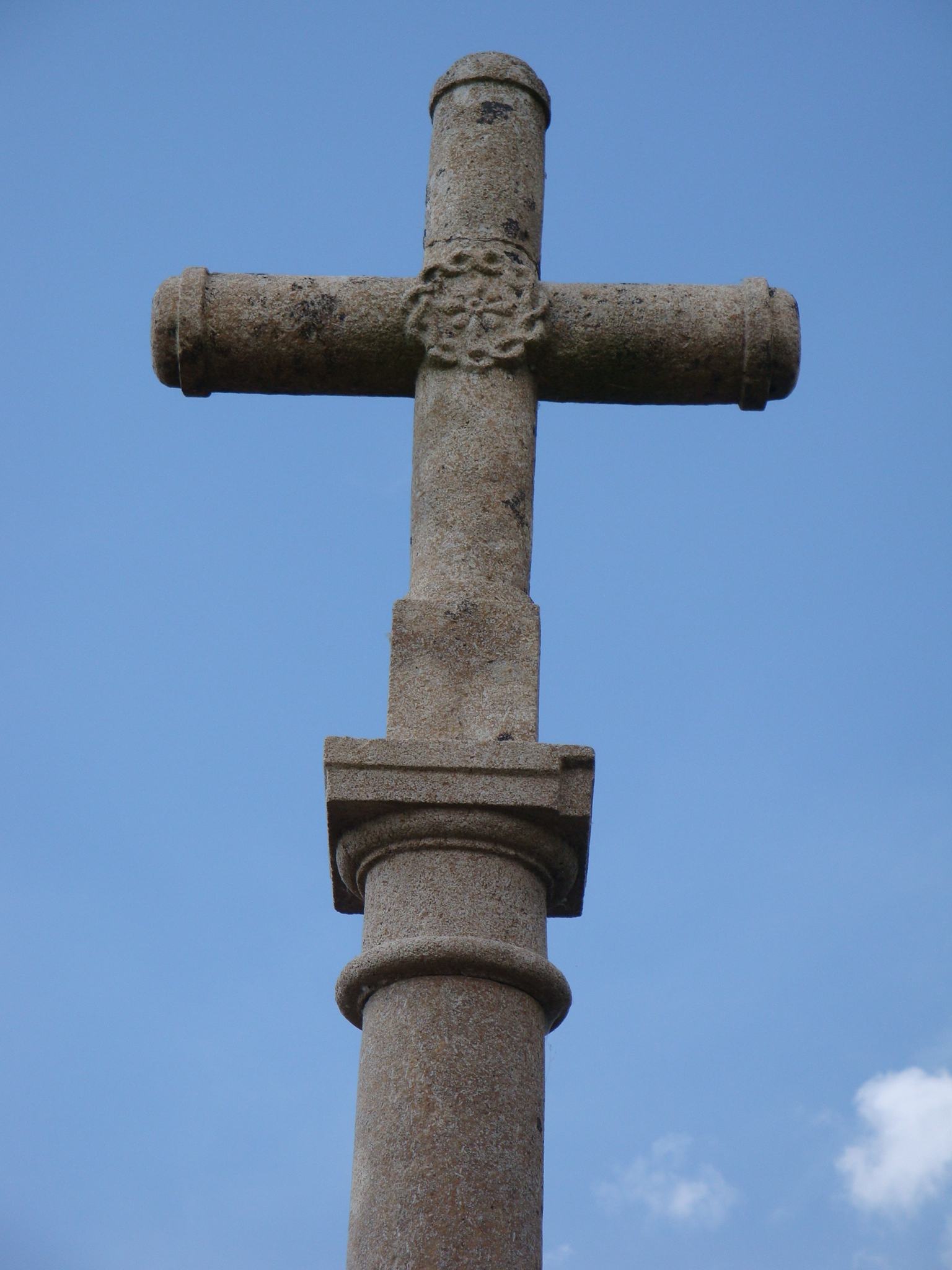
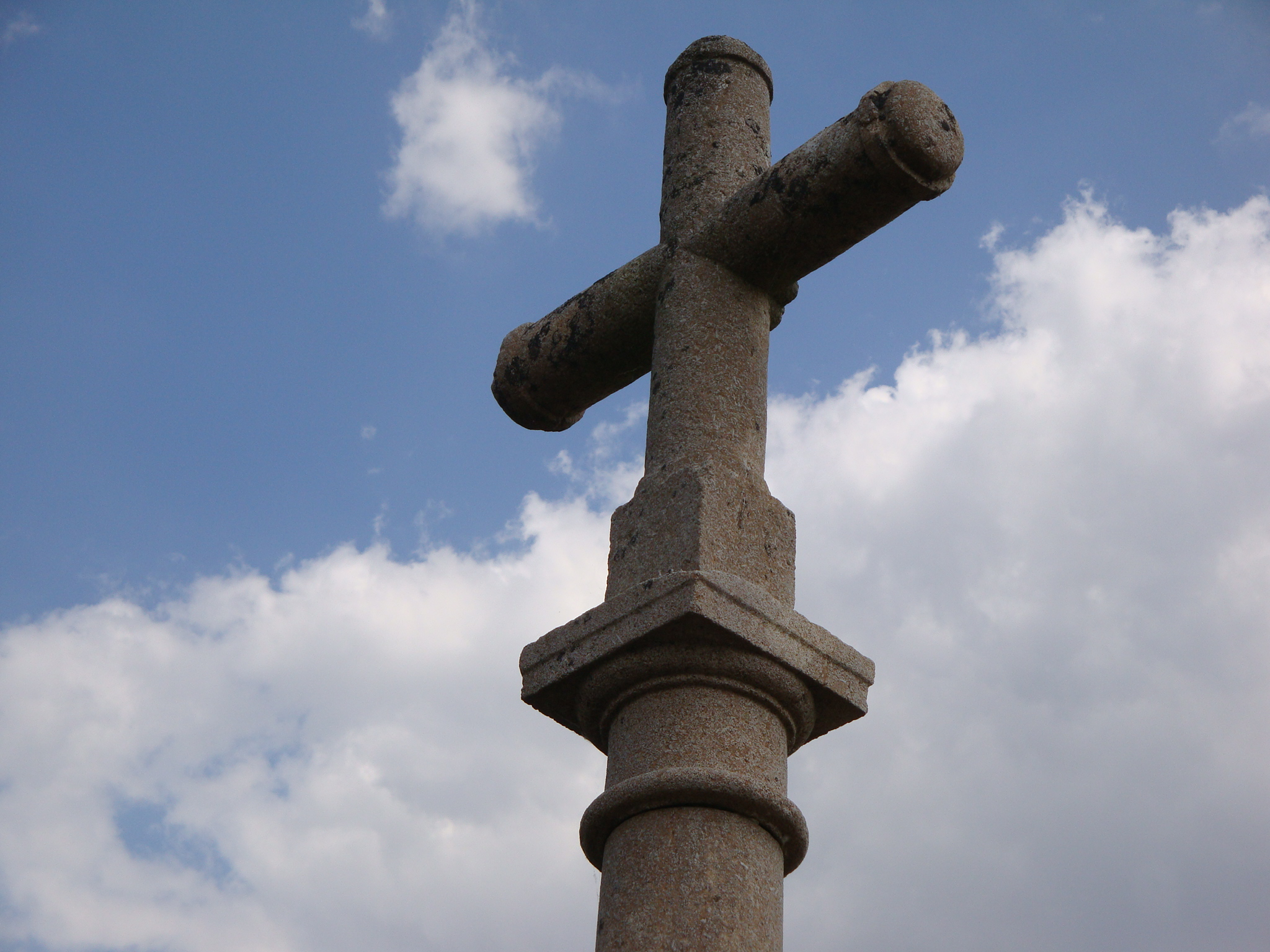

### Croix du chemin de l'Épine

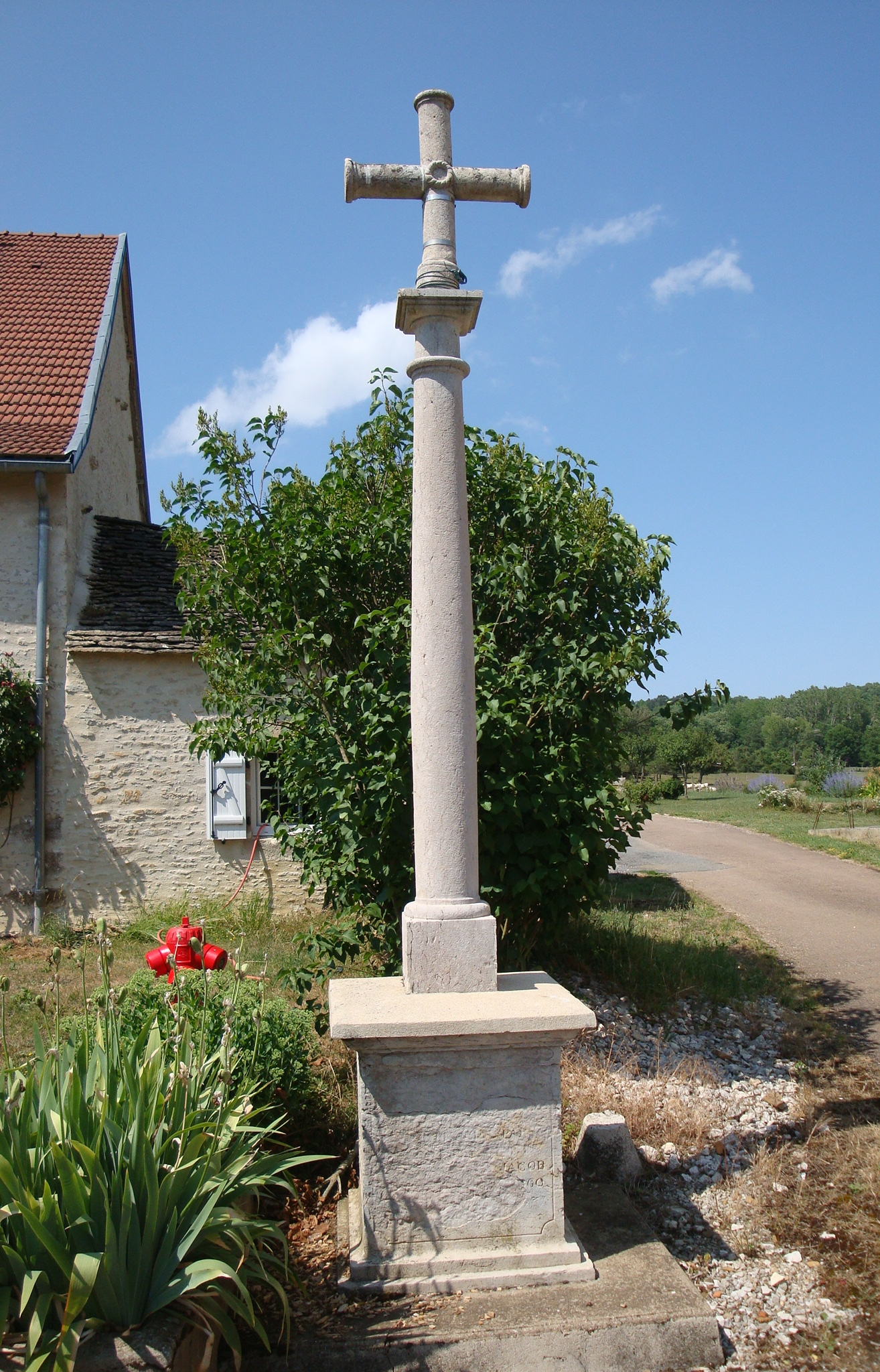
Croix "Jacob"

Appelée aussi « Croix Jacob », cette croix en calcaire a été édifiée en 1800.

#### Architecture
La Croix du chemin de l'Épine se divise en quatre parties :
- Le piédestal, reposant sur un socle carré, comporte quatre faces carrées, sur l'une desquelles était gravée une inscription dont il ne subsiste que ceci :
« ...JACOB...1800... »
- Le fût, sur un socle cubique, est de style dorique.
- Le chapiteau est d'un dorique de bonne proportion.
- La croix : Il s'agit d'une croix latine simple, formée par deux bras perpendiculaires, vertical et horizontal, de section ronde terminé par un culot renflé, élevée sur un petit socle. Elle comporte une couronne sur une face et un cœur sur l'autre face.

#### Situation
Cette croix est située au carrefour de la rue Saint-Étourni et du chemin de l'Épine.

#### Historique
Il est difficile d'attribuer cette croix à une famille précise : En 1800, les Jacob sont apparentés avec les Delanne, Trinquesse, Jourdheuil, Moliard et Petitot.

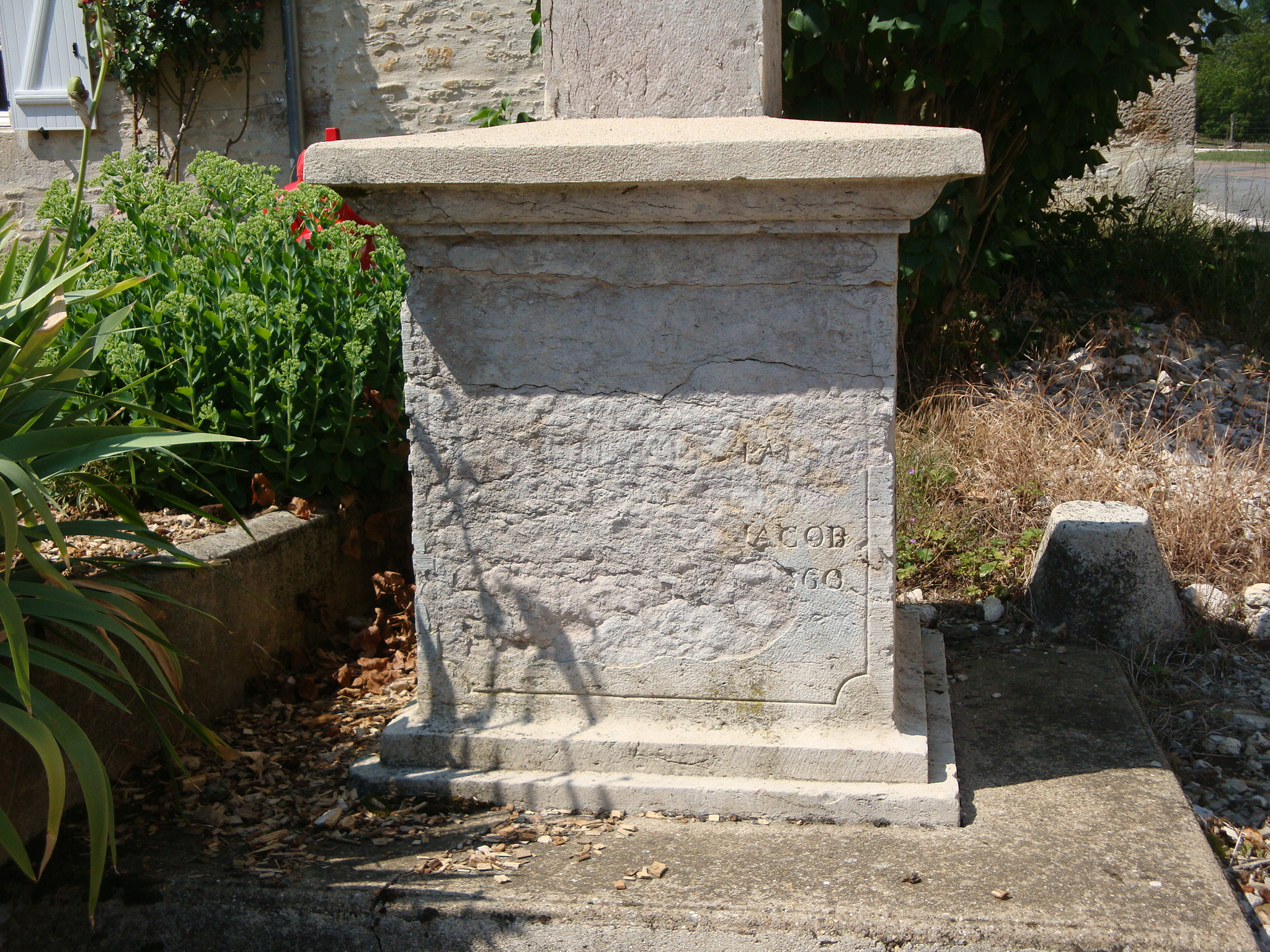
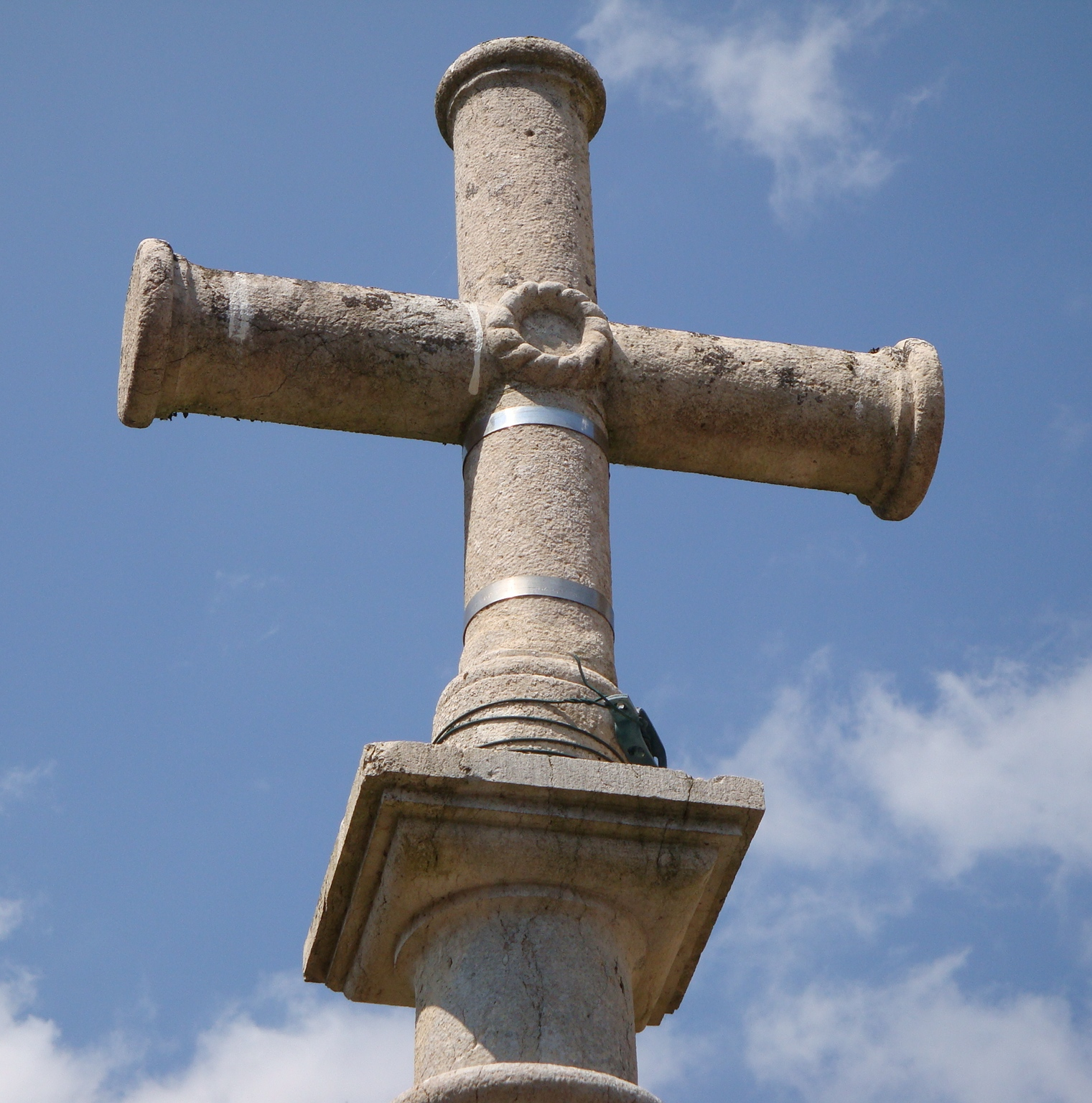
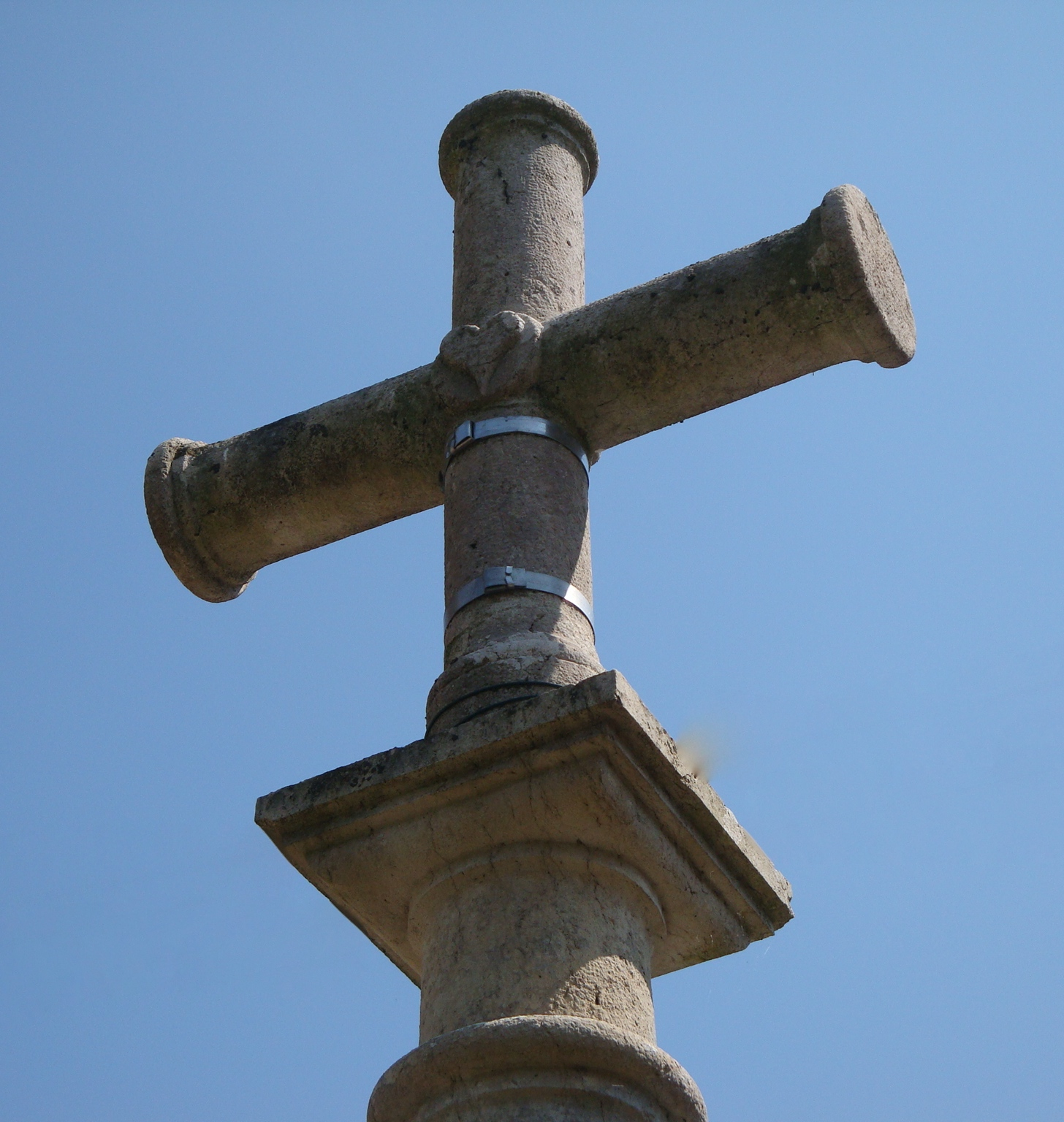

### Croix des Prés Neufs

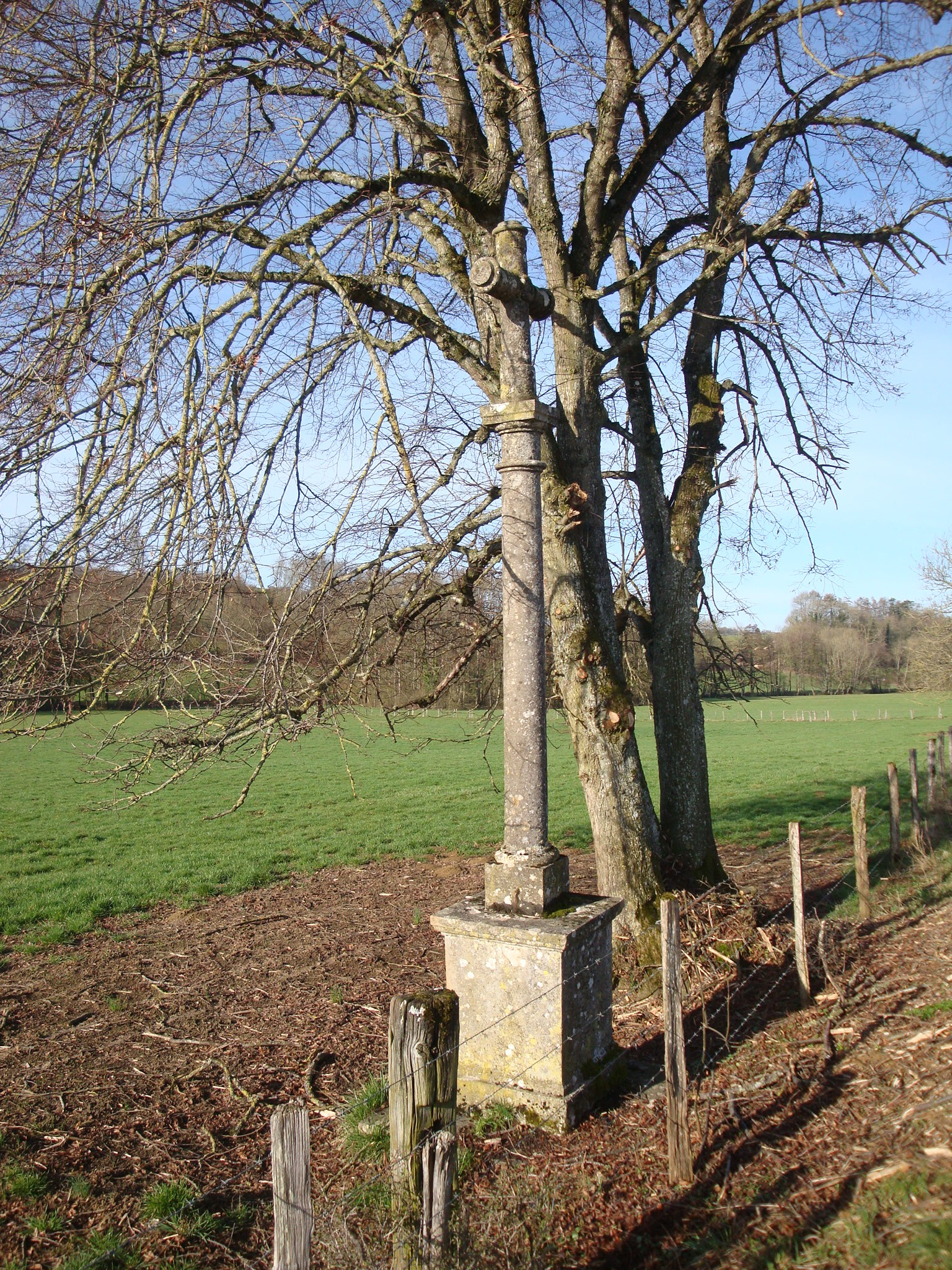
Croix des Prés Neufs

#### Architecture
La Croix des Prés Neufs se divise en cinq parties :
- Le piédestal, reposant sur un socle carré, comporte quatre faces carrées, sur l'une desquelles est gravée l'inscription suivante :
  - ERIGEE PAR NLAS PETITOT ET SON EPOUSE CATHERINE JOURDHEUIL ET SES ENFANTS FCOIS ET VRE PETITOT EN LEURS DEVOTIONS
- Le soubassement avec l'inscription : REQUIESCAT IN PACE 1848.
- Le fût, cubique, puis renflé passant à une section ronde.
- Le chapiteau est d'un dorique de bonne proportion.
- La croix : Il s'agit d'une croix latine simple, formée par deux bras perpendiculaires, vertical et horizontal, de section ronde terminé par un culot renflé, élevée sur un petit socle. Elle comporte une couronne sur une face et une étoile sur l'autre face.

#### Situation
La croix est située le long de la route départementale no 6 de Longeau à Bar-sur-Aube.
En 1838, cette route était le Chemin de  Flagey aux Verseilles.

#### Historique
Nicolas Petitot (1779-1855), propriétaire à Verseilles-le-Bas, s'est marié avec Catherine Jourdheuil (1777-1866) de Verseilles-le-Bas en 1798. Ils sont tous deux, avec leurs enfants François et Victoire, dédicataires de l'inscription.

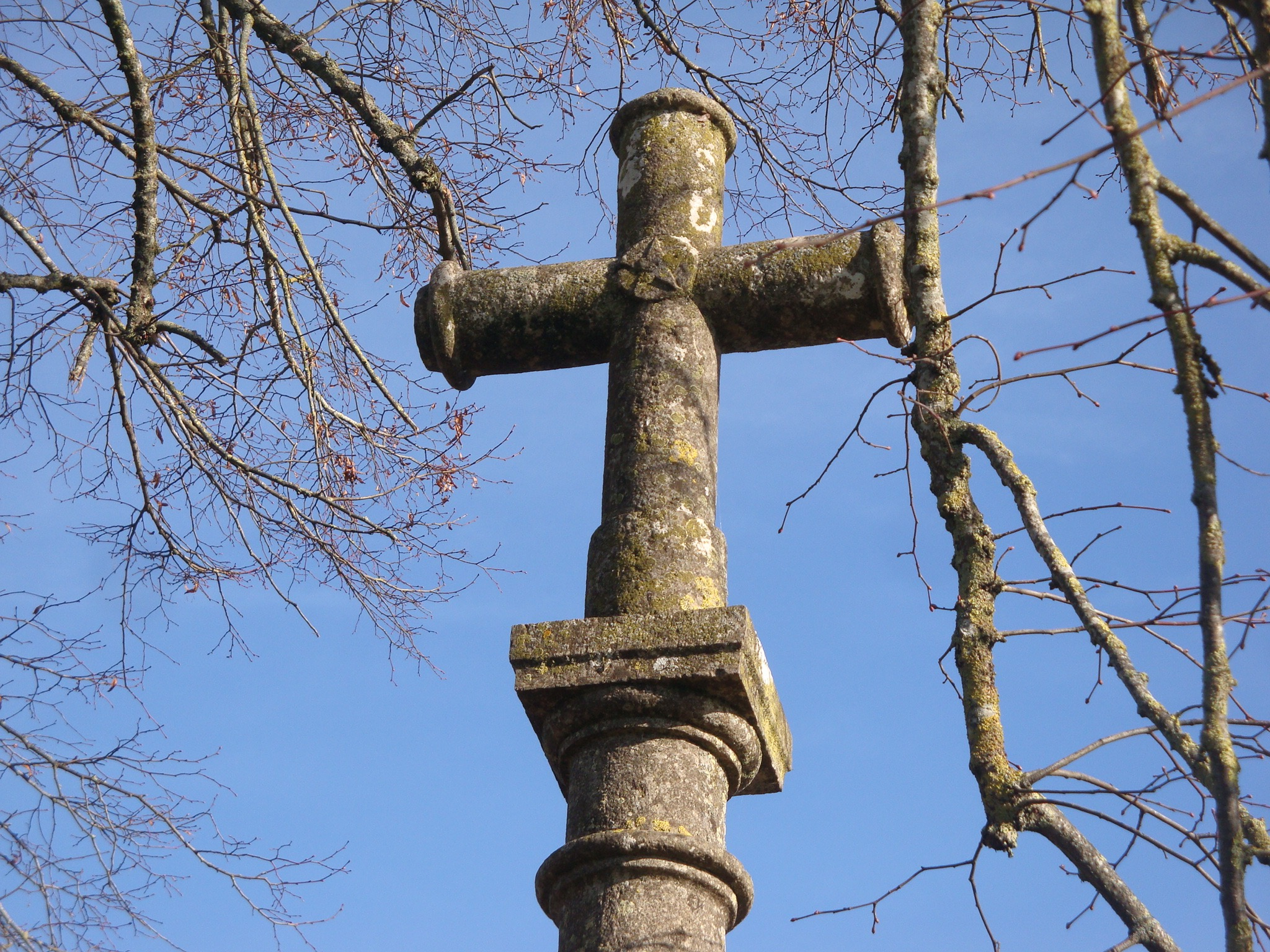
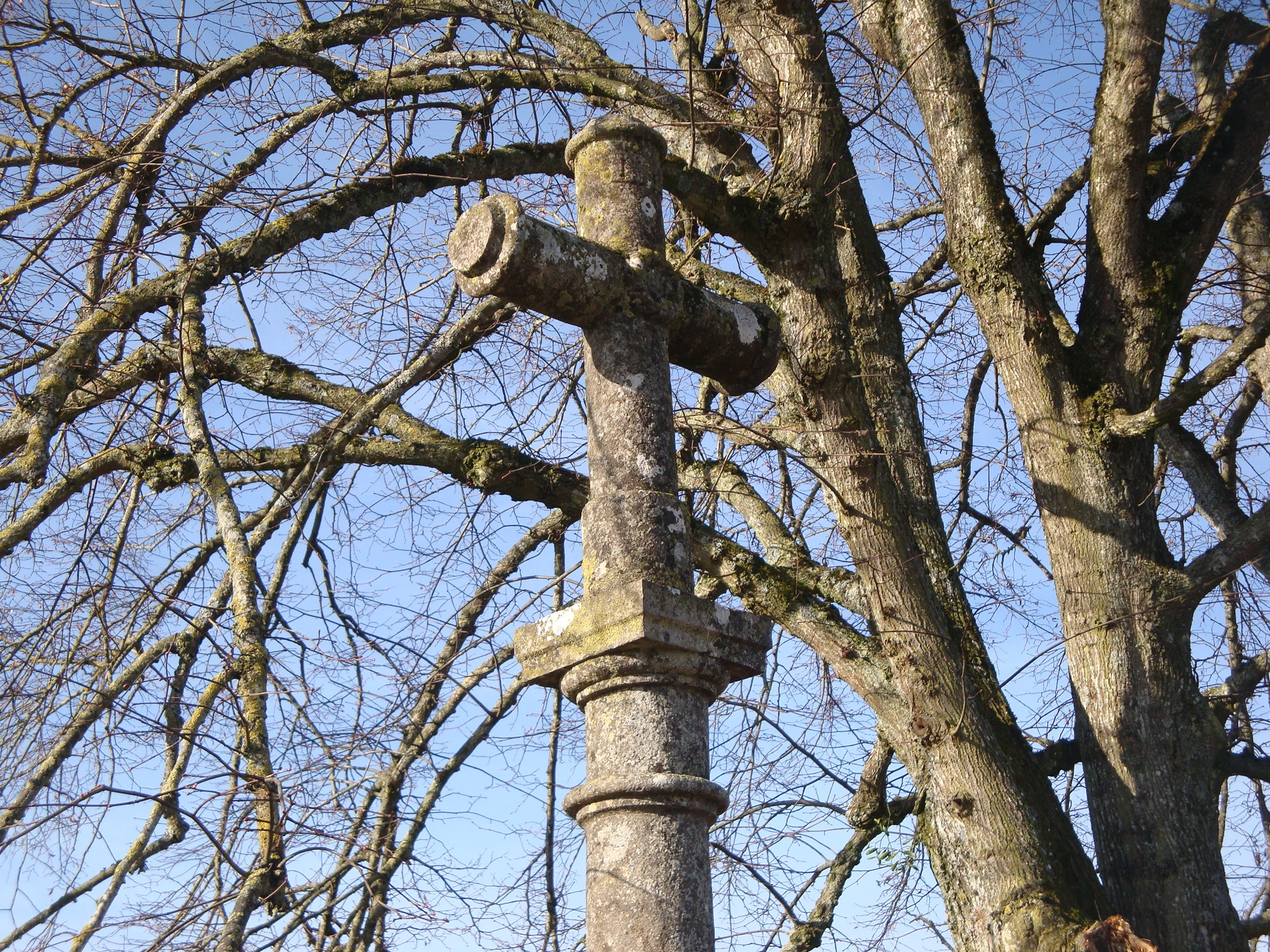

## Croix et calvaires proches de Verseilles-le-Bas
- Calvaires et croix de Verseilles-le-Haut